# Johannes Mastenbroek
Johannes Christoffel Jan Mastenbroek (Dordrecht, 5 de julho de 1902 - Enschede, 23 de maio de 1978) foi um treinador e dirigente de futebol holandês.

## Carreira
Johannes Mastenbroek foi o treinador da Seleção das Índias Orientais Holandesas (atual Indonésia) que disputou a Copa do Mundo de 1938.
Ele também foi presidente da Confederação de Futebol das Índias Orientais Neerlandesas e vice-presidente do comitê olímpico local.